# Go-Kameyama
Keizer Go-Kameyama (後亀山天皇, Go-Kameyama-tennō, 1347 – 10 mei 1424) was de 99e keizer van Japan, volgens de traditionele opvolgvolgorde. Hij regeerde van 1383 tot 21 oktober 1392. Go-Kameyama was de laatste keizer van het zuidelijke hof.

## Genealogie
Go- Kameyama was vernoemd naar de voormalige keizer Kameyama. Het voorvoegsel go- (後), kan worden vertaald als “later” of “tweede”, waardoor zijn naam vrij vertaald “Kameyama de tweede” betekent. Zijn persoonlijke naam (imina) was Hironari (熙成). Hij was de tweede zoon van keizer Go-Murakami. Zijn moeder was Fujiwara Katsuko.

## Leven
Go-Kameyama werd in 1383 keizer na het aftreden van zijn broer Chokei. De rivaliteit tussen het Noordelijke en Zuidelijke hof was op dat moment nog in volle gang.
Op 15 oktober 1392 wendde Go-Kameyama zich tot Ashikaga Yoshimitsu in de hoop een einde te kunnen maken aan de strijd tussen de twee hoven. Op zijn aandringen keerde Go-Kameyama terug naar de hoofdstad, en droeg de keizerlijke schatten die hij in zijn bezit had over aan de toenmalige troonpretendent van het Noordelijke hof; Go-Komatsu. Kort daarna trad hij af en werden beide hoven weer samengevoegd.
Go-Kameyama zag nog wel toe op het opstellen van een vredesverdrag tussen beide hoven, waarin werd geregeld dat beide hoven om beurten een keizer mochten aanwijzen. Dit verdrag werd in 1412 echter alweer verworpen door het Noordelijke hof.

## Perioden
Zowel het Noordelijke als Zuidelijke hof hanteerden hun eigen tijdregistratie met het toekennen van namen aan bepaalde perioden. Derhalve valt Chōkeis regeerperiode afhankelijk van naar welke maatstaven wordt gemeten binnen andere tijdsperioden:
Maatstaven Zuidelijke hof
- Kōwa (1381-1384)
- Genchū (1384-1393)

Maatstaven Noordelijke hof
- Eitoku (1381-1384)
- Shitoku (1384-1387)
- Kakei (1387-1389)
- Kōō (1389-1390)
- Meitoku (1390-1393)

Na de hereniging
- Meitoku (1393-1394)

* Regent Jingu staat niet op de traditionele lijst.